# Elfe (voilier)
Pour les articles homonymes, voir Elfe (homonymie).
L’Elfe est un voilier de 6 m (Jauge internationale) construit en 1931 au chantier Bonnin à Arcachon.
Son immatriculation ancienne est N 85330 (quartier maritime de Noirmoutier).
L’Elfe fait l’objet d’un classement au titre objet des monuments historiques depuis le 12 juin 2002.
L’Elfe a le label BIP (Bateau d'intérêt patrimonial) de la Fondation du patrimoine maritime et fluvial.

## Autres caractéristiques
Étant conçu comme bateau de régate il ne comporte ni banc, ni couchette.
Sa coque est en acajou, avec des membrures de chêne et une quille en iroko.
Son gréement est de type Marconi (grand-voile triangulaire), avec une grand-voile et 3 génois.

## Histoire
Il est mis à l'eau en 1931 sous le nom d’Eilen. C'est une création de l'architecte naval François Camatte réputé, à cette époque, pour la construction de yachts de 6 m JI. Celui-ci est adapté pour naviguer par petit temps dans le bassin d'Arcachon.
Revendu quelques années après, il prend le nom de Calédonia de 1937 à 1939. Au décès de son propriétaire, il est revendu et prend le nom d’Elfe de 1939 à 1946.
Durant la Seconde Guerre mondiale, il reste sur le chantier Bonnin d'Arcachon. Il est racheté, après guerre, par un industriel amateur de régates. Il est rebaptisé Mambo (1946-1973) et quitte le bassin d'Arcachon pour la Bretagne du sud. Il est doté d'un nouveau mât métallique, qui est une nouveauté pour les séries de 6 m. Le Mambo participe deux fois aux sélections pour les Jeux olympiques, mais échoue à chaque fois, n'étant que deuxième devant Bihannic… Son propriétaire s'en sépare en 1965. Il a désormais 34 ans.
En 1971, il est sauvé de son état d'épave par le marin-pêcheur Georges Le Botlanne qui le remet en état. En 1973, il devient la propriété de Pierre Le Maout qui lui met un mât prototype Elvström qu'il possède encore aujourd'hui. Il navigue sous le nom de Golem II (1973-1993).
En 1975, il passe sous la propriété de Daniel Riou qui le ramène dans le bassin d'Arcachon. Il navigue peu et son propriétaire le cède à un chantier arcachonnais où il est entreposé dans un hangar. Son nouveau propriétaire le transporte par camion jusqu'à Noirmoutier. Il est restauré, reponté et navigue de nouveau sous le nom d’Elfe depuis 1993. 
Il est basé à l'île de Noirmoutier. Il est membre du Cercle de la voile du bois de la Chaize (CVBC) . Il participe aux différentes régates régionales avec d'autres voiliers du même type. Son numéro de voile est F77.